# Rajd San Remo 1971
Rajd San Remo 1971 (2. Sanremo-Sestriere - Rally d'Italia) – rajd samochodowy rozgrywany we Włoszech od 14 do 17 marca 1971 roku. Była to trzecia runda Międzynarodowych Mistrzostw Producentów w roku 1971. Rajd został rozegrany na nawierzchni asfaltowej.

## Wyniki końcowe rajdu[1]
| Msc. | Kierowca              | Pilot               | Samochód                   | Czas    | Strata   |
| ---- | --------------------- | ------------------- | -------------------------- | ------- | -------- |
| 1.   | Ove Andersson         | Tony Nash           | Alpine-Renault A110 1600   | 18:32.0 | -        |
| 2.   | Amilcare Ballestrieri | Arnaldo Bernacchini | Lancia Fulvia 1.6 Coupé HF | 22:40.0 | +4:08.0  |
| 3.   | Sergio Barbasio       | Piero Sodano        | Lancia Fulvia 1.6 Coupé HF | 23:51.5 | +5:19.5  |
| 4.   | Bernard Darniche      | Alain Mahé          | Alpine-Renault A110 1600   | 23:59.5 | +5:27.5  |
| 5.   | Giulio Bisulli        | Arturo Zanuccoli    | Fiat 125 S                 | 38:43.0 | +20:11.0 |
| 6.   | Jean-Pierre Nicolas   | Michel Vial         | Alpine-Renault A110 1600   | 39:40.4 | +21:08.4 |
| 7.   | Ferdinando Tecilla    | Sergio Lipizer      | Fiat 125 S                 | 44:26.5 | +25:54.5 |
| 8.   | Orlando Dall'Ava      | Sergio Maiga        | Fiat 125 S                 | 52:53.5 | +34:21.5 |
| 9.   | Arnaldo Cavallari     | Gianti Simoni       | Lancia Fulvia 1.6 Coupé HF | 57:34.8 | +39:02.8 |
| 10.  | Luciano Trombotto     | Maurizio Maurizio   | Fiat 124 Spider            | 58:12.6 | +39:40.6 |